# Apatin
Apatin er en by i det nordvestlige Serbien med et indbyggertal på cirka 14.613 (2022) indbyggere. Byen ligger i distriktet Vest-Bačka i den autonome provins Vojvodina. Den er beliggende ved floden Donau, der her udgør grænsen til nabolandet Kroatien.

## Galleri
- Kirke i Apatin